# Palo de Rosas
Palo de Rosas är en ort i Mexiko.   Den ligger i kommunen Chontla och delstaten Veracruz, i den sydöstra delen av landet, 240 km nordost om huvudstaden Mexico City. Palo de Rosas ligger 140 meter över havet och antalet invånare är 371.
Terrängen runt Palo de Rosas är platt åt nordväst, men åt sydost är den kuperad. Runt Palo de Rosas är det ganska glesbefolkat, med 23 invånare per kvadratkilometer. Närmaste större samhälle är Tamalín, 13,4 km öster om Palo de Rosas. I omgivningarna runt Palo de Rosas växer i huvudsak städsegrön lövskog.